# ام.جی. باست
ام جی باست (به انگلیسی: M. J. Bassett) یک کارگردان، نویسنده و تهیه‌کننده انگلیسی فیلم و تلویزیون است. او کار خود را با کارگردانی فیلم‌های ترسناک بنام‌های نگهبان مرگ، طبیعت وحشی سولومون کین آغاز کرد. از سال ۲۰۱۲، او به عنوان کارگردان و نویسنده در مجموعه‌های تلویزیونی پرمخاطب مانند حمله متقابل، قدرت و کربن تغییر یافته کار کرده‌است. او یک زن ترنس است.

## زندگی شخصی
در سال ۲۰۱۶، باست به عنوان تراجنسیتی ظاهر شد. او یک دختر بنام ایزابل دارد.

## فیلم‌شناسی
| ۲۰۰۲ | نگهبان مرگ (فیلم ۲۰۰۲) | نامزد- جایزه جشنواره Molodist بهترین فیلم داستانی داستانی نامزد- جایزه Sitges Maria برای بهترین فیلم |
| ۲۰۰۲ | انجمن آدم‌ربایی         | |
| ۲۰۰۶ | طبیعت وحشی             | |
| ۲۰۰۹ | سولومون کین            | جایزه هیئت داوران                                                                                    |
| ۲۰۱۲ | سایلنت هیل: مکاشفات    | نامزد- جایزه فیلم ترسناک کلاسیک                                                                      |
| ۲۰۱۹ | نفوذی تحت تعقیب        | |
| ۲۰۲۰ | یاغی                   | فیلمنامه را با دخترش ایزابل نوشت                                                                     |
| ۲۰۲۱ | گونه‌های در حال انقراض  | فیلمنامه را با دخترش ایزابل نوشت                                                                     |

### تلویزیون
| ۱۹۹۸    |                   | ۳ قسمت                  |
| ۲۰۱۲–۱۸ | حمله متقابل       | ۱۵ قسمت                 |
| ۲۰۱۳    | پلیدی‌های دا وینچی | ۲ قسمت                  |
| ۲۰۱۵    |                   | ۲ قسمت                  |
| ۲۰۱۵–۱۶ |                   | ۴ قسمت                  |
| ۱۸–۲۰۱۵ | قدرت              | ۴ قسمت                  |
| ۲۰۱۸    |                   | قسمت: "Imperium"        |
| ۲۰۱۸    | مشت آهنین         | قسمت: "هدف: مشت آهنین"  |
| ۲۰۱۸    | قسمت: "Greywing"  |                         |
| ۲۰۱۹    | کربن تغییر یافته  | ۲ قسمت                  |
| ۲۰۲۰    |                   | قسمت: "فصل Bellweather" |